# Pierre Guyot
Pour les articles homonymes, voir Guyot.
Pierre Guyot (né à Lille le 3 octobre 1970) est un journaliste, réalisateur, producteur et chef d'entreprise français. 

## Entrepreneuriat
Il est le président de la holding PressPartner SAS qui regroupe des activités de production audiovisuelle, d’investissements et de conseil.
Il est également l’un des fondateurs du site d’information Atlantico, aux côtés de Jean-Sébastien Ferjou, Igor Daguier et Loïc Rouvin et l'un de ses actionnaires aux côtés de Xavier Niel, Marc Simoncini, Charles Beigbeder ou Gérard Lignac,. 

## Journalisme
Pierre Guyot est diplômé du Centre universitaire d'enseignement du journalisme (promo 94), en Lettres Modernes et titulaire d'un Diplôme d'études approfondies d'Information et Communication cohabilité par l'École normale supérieure et le Conservatoire national des arts et métiers. Il est lauréat du Prix Lorenzo Natali pour le Journalisme, organisé par la Commission européenne, Reporters sans frontières et la Fondation AFP,.
Il est chroniqueur et conseiller éditorial du site d'information Atlantico dont il est l'un des créateurs.
Il a travaillé plusieurs années au sein des rédactions d’Europe 1, BFM et RTL. Il a également exercé son métier de journaliste au Proche-Orient (Royal Jordan Radio), en Afrique du Nord (correspondant de France Info), en Afrique Centrale (rédacteur en chef de Radio Okapi) et au Timor oriental (concepteur et producteur de l’émission TV « 60 minutos » à la Radio-Televizaun Timor Lorosae).

## Films et publications
Il a réalisé de nombreux reportages et documentaires dont « Centrales sous haute surveillance » (2004/France 2), « Radio Okapi, radio de la vie » (2006/France Ô - RTBF - TV5 Monde),, «Skrida, des poissons et des hommes » (2010/Histoire),,, « Etre né quelque part » (2011/Wéo), ou «Cent ans de chlorophylle, des jardins ouvriers aux jardins partagés » (2016/Wéo - Histoire), "Deux frères en solitaire" (2018/Canal +),. 
Ces films ont été sélectionnés par de nombreux festivals dans le monde et ont été récompensés à de nombreuses reprises,,,,,. 
Il a également conçu, produit et réalisé, en partenariat avec France Info, France Bleu Nord, 20 Minutes, Wéo et WikiNorpa, l'œuvre transmédia « C'est Mon Tour ! » (2012) réunissant un documentaire de 52 minutes, une exposition photographique, un site internet et une application pour téléphone portable,,. 
En 2015, Pierre Guyot a écrit et réalisé pour le groupe Fox International Channels (National Géo, National Géo Wild et la chaîne Voyage) la collection documentaire "Le Monde d'Yvan", consacrée au tout premier tour du monde à la voile en catamaran de sport bouclé par le navigateur suisse Yvan Bourgnon. Cette collection est composée de quatre films de 52 minutes : "Face aux éléments", Retour aux sources, "Tous les dangers" et Mare Nostrum. Le documentaire "Retour aux sources" raconte notamment les retrouvailles à Raiatea d'Yvan Bourgnon avec son frère Laurent Bourgnon dont le film dévoile les toutes dernières interviews et les dernières images filmées, avant sa disparition lors d'un accident de plongée dans l'archipel des Tuamotu en juin 2015. 
Pierre Guyot a publié, avec la journaliste Sandra Freeman, l’enquête « L’École vide son sac » (2009 – Éditions du Moment) consacrée aux dysfonctionnements de l’Éducation nationale.

## Fonctions en cabinets ministériels
Il a occupé les fonctions de Conseiller spécial au ministère de la Cohésion des territoires et des relations avec les collectivités territoriales, au sein du cabinet de la ministre de la Ville, d'août 2020 à mai 2022. Il a été Conseiller chargé du Discours au ministère des Arméesd'août 2022 à juillet 2023.